# Покушение на Аугусто Пиночета
7 сентября 1986 года было совершено покушение на чилийского диктатора Аугусто Пиночета, когда члены городской партизанской группировки «Патриотический фронт имени Мануэля Родригеса» устроили засаду на кортеж, перевозивший диктатора в Сантьяго.

## Планирование
Партизаны назвали нападение «Операцией 20-го века» (исп. Operación Siglo XX). По словам Патрисио Маннса, атака была частично спланирована в Швейцарии и в его доме в Париже, где он жил в изгнании. Как сообщается, бронежилеты для операции были предоставлены призывниками из Швеции и Швейцарии
Место атаки, Куэста-де-Лас-Ачупальяс, было тщательно выбрано партизанами. Куэста-де-Лас-Ачупальяс — это узкое место на горной местности между Сантьяго и Каньоном Майпо. Партизаны арендовали дом неподалеку, выдавая себя за студентов семинарии. План включал использование тяжелого транспортного средства для блокирования продвижения кортежа.
Смерть бывшего президента Хорхе Алессандри 31 августа повлияла на события, заставив Пиночета вернуться в Сантьяго, что изменило график атаки.

## Засада
Когда кортеж Пиночета прибыл в выбранное место в 18:35, он попал под шквальный огонь. У партизан было 17 винтовок; все они, за исключением одной, были винтовками M16. У них также было 10 гранатометов M72 LAW, один пистолет-пулемет и неизвестное количество самодельных гранат. Местная горная география не позволила охранникам Пиночета использовать радиосвязь с близлежащими военными и полицейскими подразделениями. Однако, несмотря на то, что он находился на узкой дороге рядом с оврагом, автомобилю Пиночета удалось развернуться и скрыться с места происшествия, хотя и не раньше, чем в него попала граната из гранатомета. Граната, выпущенная по автомобилю Пиночета, не взорвалась при ударе. Хотя Пиночет не пострадал, выстрелы убили пятерых солдат и ранили одиннадцать других. Поначалу партизаны думали, что убили Пиночета, и скрылись с места преступления, притворившись сотрудниками службы безопасности, чтобы скрыться от приближающихся военных и полиции.

## Последствия
Покушение вызвало волну репрессий против диссидентов диктатуры. Оппозиционеры, не имеющие отношения к событиям, такие как Рикардо Лагос, Патрисио Халес и Херман Корреа, были арестованы, а журналист Хосе Карраско, который уже находился под стражей, был убит. Провал покушения Пиночета привел к внутреннему кризису в Патриотическом фронте Мануэля Родригеса, что привело к расколу и полной автономии группы от Коммунистической партии к 1987 году. Нападавших постигла разная судьба, но многие были пойманы либо в октябре 1986 года, либо в годы, предшествовавшие переходу Чили к демократии в 1990 году. Хосе Хоакин Валенсуэла, который был «оперативным лидером» нападения, был убит без суда и следствия в ходе операции «Албания». Некоторые из участников нападения оказались в тюрьме, из которой им удалось сбежать через туннель в 1990 году.